# 더 베어
《더 베어》(영어: The Bear)는 훌루에서 2022년 6월부터 방영된 미국의 심리, 코미디 드라마이다.